# 品川伊氏
品川 伊氏（しながわ これうじ）は、江戸時代前期から中期にかけての高家旗本。高家肝煎を務め、1500石まで加増された。

## 生涯
寛文9年（1669年）、上総国佐貫藩2代藩主・松平重治の次男として誕生した。父方の祖父である高家旗本・品川高如の養子になった。
寛文11年（1671年）7月8日、養父（祖父）の死去により、3歳で家督を相続した。延宝4年（1676年）10月8日、4代将軍・徳川家綱に御目見した。
元禄元年（1688年）11月14日、高家職に就任し、12月25日、従五位下・侍従に叙任され、豊前守と称した。元禄10年（1697年）2月9日、幸子女王の入内に際して、幕府使節本多忠国の副使として上洛した。閏2月18日、従四位下に昇った。
元禄14年（1701年）3月14日、勅使饗応役を勤めていた赤穂藩主の浅野長矩が指南役で高家肝煎の吉良義央に対し、江戸城中において斬りつけた事件（赤穂事件）の際に、吉良の補佐役であった伊氏は現場に居合わせた。同じく吉良の補佐役であった畠山義寧と共に負傷した吉良を蘇鉄の間へ運んだ。同年8月28日、吉良の引退を受け、伊氏は畠山基玄と同様の職務、高家肝煎を命じられた。宝永5年（1708年）閏正月21日、松平頼豊と共に上洛し、3月28日に従四位上に昇った。宝永6年（1709年）5月4日には徳川家宣への将軍宣下に際して井伊直通と共に上洛し、7月1日に左少将に進んだ。
宝永7年（1710年）12月1日、上野国群馬郡内に500石を加増されて、合計1500石となった。正徳2年（1712年）9月22日死去。享年44。

## 系譜
- 父：松平重治
- 母：久世広之娘
- 養父：品川高如
- 正室：蒔田定行娘
  - 長男：今川範高 - 今川氏睦の末期養子
  - 次男：今川範主 - 兄・範高の養子
- 側室
  - 三男：品川範増
- 生母不明の子女
  - 女子：横瀬貞国正室

## 登場作品
ドラマ
- 元禄太平記（NHK大河ドラマ、1975年、演：星野富士男）